# Aïn El Melh (distrito)
Aïn El Melh é um distrito localizado na província de M'Sila, Argélia, e cuja capital é a cidade de mesmo nome. O distrito é composto por cinco comunas.[carece de fontes?]